# Clarkella
Clarkella es un género con dos especies de plantas con flores perteneciente a la familia Rubiaceae. 

## Especies seleccionadas
- Clarkella nana
- Clarkella siamensis